# Приднепровская государственная академия физической культуры и спорта
Приднепровская государственная академия физической культуры и спорта укр. Придніпровська державна академія фізичної культури і спорту — спортивное высшее учебное заведение в Днепре, Украина.
Днепропетровский государственный институт физической культуры и спорта основан 15 апреля 1980 года на базе Днепропетровского педагогического факультета Киевского государственного института физической культуры и Днепропетровского техникума физкультуры. В 2018 году институт переименован в Приднепровскую академию физической культуры и спорта.
Имеет 4 уровень аккредитации и осуществляет подготовку специалистов уровня «бакалавр», «специалист» и «магистр».
Учебная база включает спортивные залы, легкоатлетический манеж, бассейн, стадион, водноспортивную базу.

## Выпускники
- Акопян, Елена Грачиковна
- Браславец, Евгений Анатольевич
- Кравец, Инесса Николаевна
- Круглова, Елена Евгеньевна
- Матвиенко, Игорь Григорьевич
- Неплях, Евгений Сергеевич
- Перхун, Сергей Владимирович

## Факультеты
- Олимпийского и профессионального спорта
- Физического воспитания
- Физической реабилитации
- Заочного образования